# Đỗ Quỳnh
Đỗ Quỳnh (giản thể: 杜琼; phồn thể: 杜瓊; bính âm: Du Qiong; ? – 250), tự là Bá Du (伯瑜), là quan viên nhà Quý Hán thời Tam quốc trong lịch sử Trung Quốc.

## Cuộc đời
Đỗ Quỳnh người huyện Thành Đô, quận Thục, Ích Châu. Thời trẻ, Đỗ Quỳnh theo học danh sĩ Nhâm An, tinh thông Kinh Dịch, sấm vĩ, là đồng môn với Đỗ Vi, Hà Tông.
Cuối thời Đông Hán, Lưu Chương cầm quyền ở Ích Châu, lấy Đỗ Quỳnh làm Tùng sự. Năm 214, Lưu Bị kiểm soát Ích Châu, đề bạt nhân tài, bổ nhiệm Đỗ Quỳnh làm Nghị tào Tùng sự.
Năm 220, Tào Phi cướp ngôi nhà Hán. Bọn người Trương Duệ, Hoàng Quyền, Hà Tông, Đỗ Quỳnh, Dương Hồng, Doãn Mặc trích dẫn sách sấm để khuyên Lưu Bị lên ngôi Hoàng đế.
Năm 223, Hậu chủ Lưu Thiện nối ngôi, lấy Đỗ Quỳnh làm Gián nghị đại phu, sau chuyển chức Tả Trung lang tướng.
Năm 234, Thừa tướng Gia Cát Lượng qua đời ở gò Ngũ Trượng. Triều đình lấy Đỗ Quỳnh sử trì tiết, đem ấn thụ Thừa tướng Vũ hương hầu đến tế bái Gia Cát Lượng, truy thụy Trung Vũ hầu.
Dưới thời kỳ chấp chính của Tưởng Uyển và Phí Y, Đỗ Quỳnh lần lượt giữ chức Đại hồng lư, Thái thường.
Năm 250, Đỗ Quỳnh chết, thọ hơn 80 tuổi.

## Tính cách
Đỗ Quỳnh làm người trầm tĩnh ít nói, ngoài triều hội thì thường đóng cửa ở trong nhà, không giao lưu với người khác. Tưởng Uyển, Phí Y dù chấp chính quyền lực cũng đều kính trọng Quỳnh.
Đỗ Quỳnh soạn sách Hàn thi chương cú (韓詩章句) hơn 10 vạn chữ nhưng không dạy lại cho học trò, thành ra học thuật của Quỳnh xem thư thất truyền.

## Tiên đoán "phản quốc"
Đỗ Quỳnh nghiên cứu kỹ học thuật Nhâm An, nhưng ban đầu không dùng điều này để bàn về thế sự. Đỗ Quỳnh sau đó dạy dỗ học trò Cao Ngoạn, cùng Tiều Chu giao du, đưa ra diễn giải về câu sấm "Đại Hán giả, đương đồ cao":
Ngụy, tên gọi của cái cửa khuyết, chính là chỗ cao ở giữa đường, thánh nhân nói đại để là vậy.
Danh hiệu quan chức thời cổ không xưng là "Tào". Mới từ thời nhà Hán đến nay, danh hiệu quan chức đều gọi là "Tào", quan viên cấp thấp gọi "Thuộc tào", lại tốt gọi "Thị tào", đấy ngờ là thiên ý vậy.
Tiều Chu dựa vào lập luận trên để đưa ra để củng cố cho tư tưởng đầu hàng của mình. Về sau, Quý Hán mất nước, Tiều Chu nói rằng:
Lời ấy tuy mình ta tìm tòi suy xét, nhưng có nguyên do, là từ lời của Đỗ quân rồi suy rộng ra thôi, tuyệt không có tài thánh gì mà mình ta nghĩ ra được việc kỳ lạ như vậy.

## Đỗ Trinh
Đỗ Trinh (giản thể: 杜祯; phồn thể: 杜禎; bính âm: Du Zhen), tự là Văn Nhiên (文然), quê ở huyện Thành Đô, quận Thục, có khả năng là hậu duệ hoặc người cùng tộc của Đỗ Quỳnh. Thời trẻ, Đỗ Trinh cùng đồng hương Liễu Ẩn, Liễu Phù cùng nổi danh, được Thừa tướng Gia Cát Lượng đề bạt làm Ích Châu Biệt giá Tùng sự. Quý Hán diệt vong, Đỗ Trinh làm quan cho nhà Tấn. Ban đầu giữ chức Huyện lệnh Phù Tiết, sau quan đến Đô đốc hai châu Lương, Ích. Con của Trinh là Đỗ Trân (杜珍), tự Bá Trọng (伯重), quan đến Lược Dương Hộ quân. Cháu là Đỗ Di (杜彌), tự Cảnh Văn (杜彌). Di còn có tên là Thao, là lãnh tụ của cuộc nổi dậy chống lại nhà Tấn của dân Thục lưu vong.

## Trong văn hóa
Trong tiểu thuyết Tam quốc diễn nghĩa, Đỗ Quỳnh xuất hiện ở hồi 80, giữ chức Nghị tào, cùng các quan viên khuyên Lưu Bị lên ngôi. Đến khi Tào Phi phát động năm đạo quân diệt Thục, Hậu chủ phái Hoàng môn Thị lang Đổng Doãn cùng Gián nghị đại phu Đỗ Quỳnh đến hỏi kế Thừa tướng Gia Cát Lượng. Gia Cát Lượng không tiếp, Đỗ Quỳnh bèn hô:
Tiên đế đem con côi nhờ cậy thừa tướng. Nay chúa thượng mới lên ngôi. Tào Phi sai năm đạo quân đến xâm phạm, quân tình cấp lắm, cớ sao thừa tướng lại thác bệnh không ra?
Gia Cát Lượng cho lính canh báo hôm sau lên chầu, nhưng cuối cùng lại không ra khỏi cửa. Đỗ Quỳnh phải khuyên:
Xin bệ hạ hãy thân đến phủ thừa tướng mà hỏi kế mới xong.
Về sau, trong chiến dịch Bắc phạt, có tướng Đỗ Quỳnh theo Gia Cát Lượng ra Cơ Cốc. Tuy nhiên, trong sách sử không có ghi chép gì về tướng lĩnh trùng tên với đại thần Đỗ Quỳnh.